# Датские круговые замки

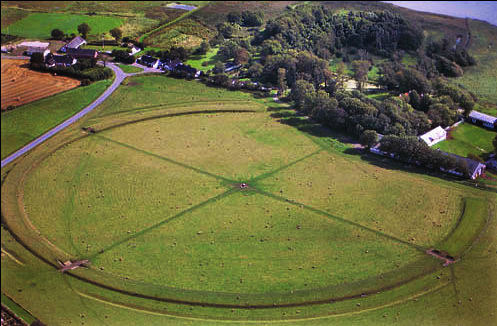
Реконструированный внешний вал кругового замка в Аггерсборге.

Датские круговые замки (норв. trelleborg) — обобщающий термин для шести фортов круглой формы эпохи викингов. Следы военных лагерей викингов подобной формы сохранились в Дании (четыре объекта) и в соседнем шведском регионе Сконе (два объекта).
По конструкции круговые замки представляли собой окружность, обнесенную валом. Внутреннее пространство делилось на четыре равные части двумя перпендикулярными улицами. Слева и справа улиц стояли так называемые длинные дома. По описанию А. Я. Гуревича, круговые замки «представляют собой группы построек, обнесенных концентрическими земляными валами и расположенных близ морского берега в месте, удобном для стоянки кораблей».
Датировка датских круглых замков представляет собой известные сложности. Большинство исследователей относит строительство ко второй половине X века (правление Харальда Синезубого), что согласуется с данными дендрохронологии. Ряд исследователей придерживается точки зрения, что замки были возведены по приказу Свена Вилобородого для сбора войска перед походом на Лондон в 1013 году.
В других языках датским круговым замкам может соответствовать понятие Треллеборг (по названию первого найденного замка этого типа). К датским круговым замкам некоторые исследователи относят и полумифический Йомсборг.

## Известные на сегодня замки
| Название    | Область              | Вал     | Вал    | Дома   | Дома  | Карта круговых замков |
| Название    | Область              | Диаметр | Ширина | Кол-во | Длина |                       |
| ----------- | -------------------- | ------- | ------ | ------ | ----- | --------------------- |
| Аггерсборг  | Ютландия (Лим-фьорд) | 288 м   | 11 м   | 48     | 32,0м |                       |
| Боргебю     | Сконе                | 150 м   | 15 м   |        |       |                       |
| Фюркат      | Ютландия (Хобро)     | 120 м   | 13 м   | 16     | 28,5м |                       |
| Ноннебаккен | Фюн (Оденсе)         | 120 м   |        |        |       |                       |
| Треллеборг  | Зеландия (Слагельсе) | 136 м   | 19м    | 16     | 29,4м |                       |
| Треллеборг  | Сконе                | 125 м   |        |        |       |                       |

Первым был обнаружен и исследован Треллеборг (буквально «замок рабов») близ датского города Слагельсе в ходе раскопок 1936—1941 гг. Внешний вал толщиной 18 метров представлял собой правильную окружность диаметром 136 метров, выверенную с точностью до нескольких сантиметров. Подсчитано, что отклонение от геометрического круга не превышает 0,5 %. В середине лагеря предположительно располагалась сторожевая вышка.
Внутри окружности в северо-южном и западно-восточном направлении были проложены деревянные мостовые. Соответственно, прорубленные в валах ворота были обращены на четыре стороны света. В каждом из четырех секторов круга стоял длинный дом. Поскольку дома были расположены перпендикулярно друг к другу, они образовывали правильный квадрат с внутренним двориком.
Самый крупный лагерь был обнаружен археологами вблизи Аггерсборга. Диаметр его окружности превышает 240 метров. Как и другие подобные сооружения, он был разбит в таком месте, которое позволяло контролировать жизненно важные морские пути.
В 2014 году к западу от города Кёге на острове Зеландия была обнаружена круглая крепость Валлё Боргринг диаметром 145 метров, которая могла быть построена во время правления короля Дании и Норвегии Харальда I Синезубого или его сына — Свена I Вилобородого, завоевавшего Англию.